# Стрітенка
Стрітенка (у 1924—2016 роках — Октябрське) — село Хлібодарівської сільської громади Волноваського району Донецької області України. Відстань до райцентру становить близько 14 км (автошляхом Н20).
Згідно з постановою Верховної Ради України від 04 лютого 2016 року № 984-VIII село Октябрське перейменовано на село Стрітенка.

## Загальні відомості
Стрітенка — центр сільської ради, розташований за 6 км від залізничної станції Хлібодарівка. Населення — 853 особи. Сільській раді підпорядковані також населені пункти Лазарівка, Петрівка, Шевченко.
Колгосп «Жовтень», центральна садиба якого розміщена в Стрітенці, має 3322 га орної землі. Це — багатогалузеве господарство, де вирощують переважно зернові культури. 5 передовиків колгоспу мають урядові нагороди.
У селі — середня школа, палац культури. Діє автоматична телефонна станція, працюють 4 магазини. Вулиці заасфальтовані, озеленені.
Засноване село у другій половині XIX ст. Партосередок створено в грудні 1920 року. 30 січня наступного року тут організовано 2 сільськогосподарські артілі.
Стрітенське з утворенням Стрітенського району у 1923 році було його центром. 1924 року село перейменовано на Октябрське й відповідно район став Октябрським. Ще до німецько-радянської війни центр району переміщається у Волноваху й відповідно район стає Волноваським.

## Населення

### Мова
Розподіл населення за рідною мовою за даними перепису 2001 року:
| Мова            | Кількість | Відсоток |
| --------------- | --------- | -------- |
| українська      | 837       | 93.10%   |
| російська       | 60        | 6.57%    |
| інші/не вказали | 3         | 0.33%    |
| Усього          | 899       | 100%     |

За даними перепису 2001 року населення села становило 853 особи, з них 58,38 % зазначили рідною мову українську, 40,91 % — російську, 0,59 % — циганську та 0,12 % — грецьку мову.